# Cimetière d'Ormesson-sur-Marne
Le cimetière d'Ormesson-sur-Marne est le cimetière communal de la ville d'Ormesson-sur-Marne dans le Val-de-Marne.

## Description
Vaste cimetière moderne dont les allées se coupent à angle droit, ses tombes anciennes ont disparu, lui donnant un aspect fort monotone et toutes les chapelles funéraires ont été détruites. Dans un enclos reposent des membres de la famille Lefèvre d'Ormesson. Seuls quelques arbres taillés ombragent les deux allées principales.

## Personnalités inhumées
- Philippe Campion (1960-2010), fils de Marcel Campion
- Henri-François de Paule d'Ormesson (1751-1808), conseiller d'État et intendant des finances
- Wladimir d'Ormesson (1888-1973), ambassadeur de France, académicien

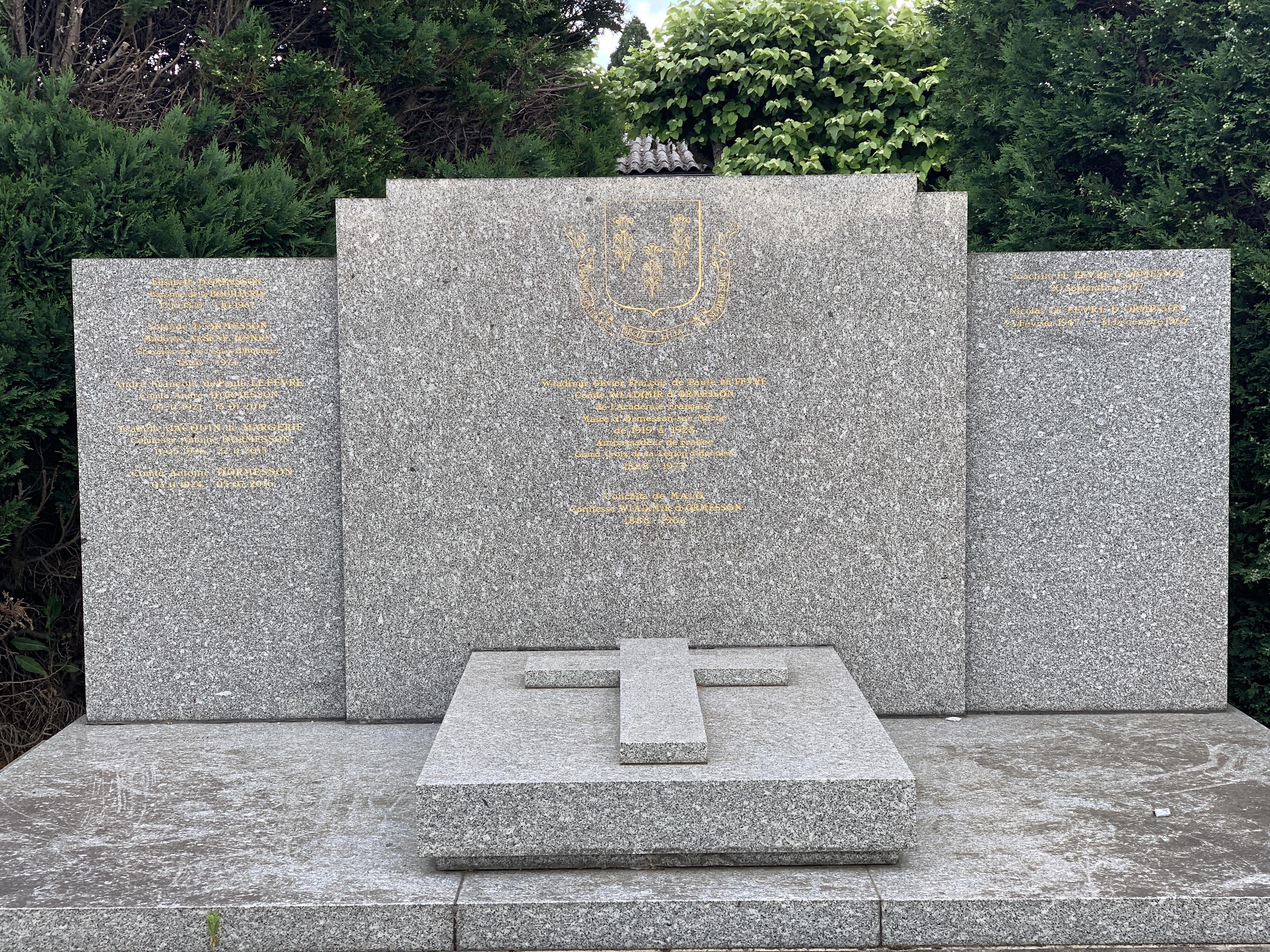
Tombe du comte Wladimir d'Ormesson et de sa famille[2].
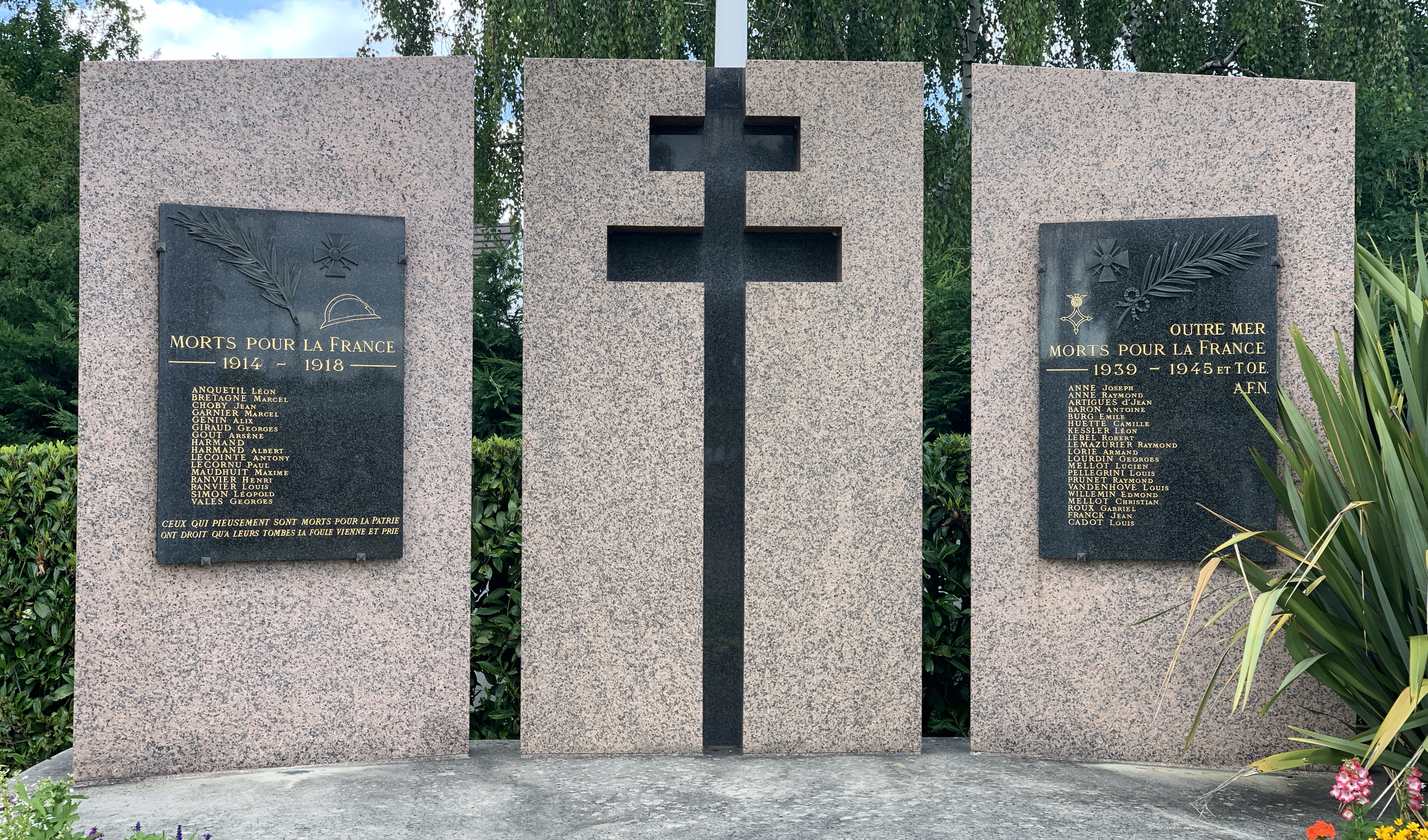
Monument aux morts.